# Chó săn Serbia
Chó săn Serbia (tiếng Serbia: српски гонич/srpski gonič), trước đây gọi là Chó săn Balkan (tiếng Serbia: балкански гонич/balkanski gonič), là một giống chó săn được sử dụng ở Serbia. Nó có màu đỏ hoặc màu nâu với các mảng màu đen, cổ và sọ với mặt đỏ hoặc nâu. Đầu của nó phẳng và dốc, với tai gập của giống chó scenthound thông thường. Chó săn Serbia cao 44–56 cm ở các vai và nặng 20 kg. Nó có bộ lông mịn bao phủ toàn cơ thể. Được một tả là giống chó dịu dàng và ngoan ngoãn, giống chó này được cho là có nguồn gốc từ những con chó bị bỏ lại ở vùng Balkan bởi những người Phoenicia trong thời cổ đại.
Liên minh nghiên cứu chó quốc tế (FCI) đã thay đổi tên gọi chính thức của giống chó này thành chó săn Serbia vào năm 1996.
Chó săn Serbia là một giống chó rất tốt bụng, có mối quan hệ chặt chẽ với gia đình và chủ nhân của nó. Chúng là một giống chó thích đi dạo và chơi với người thân. Trong những cuộc săn bắn, chó săn Serbia có bản chất ngoan cường và sẽ không bỏ cuộc cho đến khi nó tìm thấy con mồi của nó.

## Lịch sử
Chó săn Serbia là một trong những giống chó săn scenthound lan rộng khắp vùng Balkans. Ghi chép đầu tiên về giống chó này là vào thế kỷ 11 khi một người đàn ông tên là Frank Laska đã mô tả giống chó này một cách chi tiết, cùng với những scenthound khác trong thời gian đó.
Chó săn Serbia đã là một vật cố định ở Balkan trong suốt lịch sử với tiêu chuẩn đầu tiên được viết cho giống chó này vào năm 1924; tuy nhiên, cho đến năm 1940, Liên minh nghiên cứu chó quốc tế (FCI) đã chấp nhận tiêu chuẩn này ở nơi khác. Chó săn Serbia được lan truyền rộng rãi nhất thông qua Serbia và, tại một cuộc họp FCI vào năm 1996, nó được chính thức đổi tên thành Chó săn Serbia.
Ngày nay, Chó săn Serbia có thể được nhìn thấy trên khắp đất nước của nó, nhưng vẫn còn rất hiếm ở các vùng đất khác.